# Yo no pedí vivir
Yo no pedí vivir é uma telenovela mexicana, produzida pela Televisa e exibida em 1977 pelo El Canal de las Estrellas.

## Elenco
- Mapita Cortés - Gabriela Morando
- María Rivas - Soledad Nájera
- Antonio Medellín - César
- Elizabeth Dupeyrón - Irene
- Mario Casillas - Esteban
- Eric del Castillo - Pedro
- Carlos Fernández - Germán
- Yolanda Ciani - Lucía
- Mercedes Pascual - Sara
- Fernando Larrañaga - Mauricio
- María Fernanda - Martha Zárate
- Lourdes Canale - Josefa
- Odila Flores - Viviana
- Carlos Rotzinger - Francisco
- Miguel Gómez Checa - Fabio
- Martha Patricia - Michelle
- Josefina Echánove - Rosa